# Francis Dereham
Francis Dereham (1507 circa – Tyburn, 10 dicembre 1541) è stato un cortigiano inglese.
La sua relazione amorosa con la quinta moglie di Enrico VIII, Caterina Howard, fu una delle cause principali della sua esecuzione.

## Relazione con Caterina Howard

### Relazione
La relazione ebbe luogo quando lei aveva circa 15 anni, prima di diventare regina. Dereham credeva di amarla quando la loro relazione iniziò, alla fine del 1538. Durante il rapporto Caterina viveva nella casa di Agnes Howard, duchessa vedova di Norfolk, a Lambeth. Prima di essere coinvolto Dereham aveva un'altra relazione con una tale Joan Bulmer, che viveva nella stessa famiglia.
La relazione di Dereham e Caterina fu comunque breve, e terminò quando il suo maestro di musica, Henry Mannox, inviò una lettera anonima alla duchessa vedova. Mannox, anch'egli coinvolto in una relazione con Caterina, suggerì alla duchessa di visitare la sua camera "mezz'ora dopo che sia andata a letto", al fine di "poter vedere quel che c'è di spiacevole". Di conseguenza Dereham venne cacciato e Caterina rimproverata per i suoi "banchetti notturni": la duchessa, preoccupata più per l'aspetto della ragazza che per la sua morale, temeva che ciò avrebbe "danneggiato la sua bellezza".

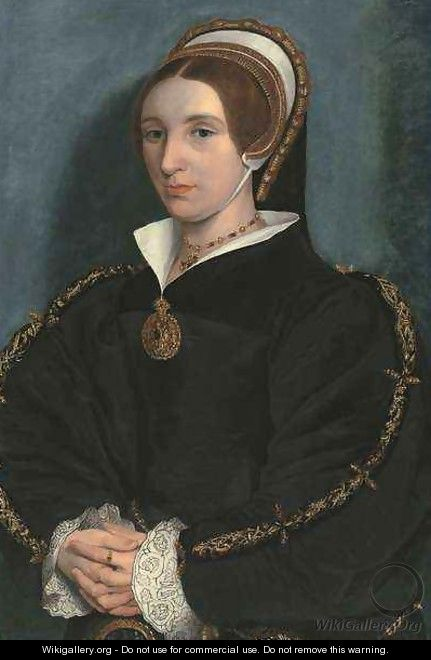
Possibile ritratto di Caterina Howard (XVI secolo).

### Allontanamento e riavvicinamento
Dereham fu costretto a riparare in Irlanda, e prima di andarsene chiese a Caterina di prendersi cura di un proprio tesoretto di 100 sterline. Questo denaro costituiva la maggior parte dei suoi risparmi, e Caterina, una volta regina, affermò che l'ex-amante gliel'aveva promesso in dono se non fosse tornato.
Alla fine del 1539 Caterina fu nominata dama di compagnia della quarta moglie del re, Anna di Clèves. Successivamente Dereham, tornato presso di lei, fu fatto segretario a Hampton Court (nomina forse progettata dalla duchessa vedova per farlo tacere sui precedenti trascorsi con la Howard). In seguito, una volta regina, Caterina lo nominò dapprima suo segretario privato e poi gentiluomo usciere delle proprie camere. Dereham affermò che se il re fosse morto l'avrebbe sposata, vantandosi di essere stato da lei grandemente favorito. Quest'arroganza, forse volta a suscitare la gelosia dell'altro favorito Thomas Culpeper, provocò una certa costernazione a corte, soprattutto dopo che in un'occasione Dereham, uomo dal carattere violento, attaccò da ubriaco un altro usciere, John Fell, che aveva fatto pubblicamente notare come Dereham si compiacesse di rimanere seduto alla tavola del concilio della regina anche dopo il suo termine.

## Caduta

### Arresto
La loro relazione passata fu portata all'attenzione dell'arcivescovo Thomas Cranmer da un'inserviente della duchessa vedova, Mary Lascelles; questi allora ne parlò al re in una lettera e fece partire un'indagine. Furono arrestate diverse personalità importanti: finirono incarcerati Dereham, la duchessa vedova, suo figlio William Howard, Thomas Culpeper, la stessa regina e infine lady Rochford, dama di compagnia della Howard e già moglie di Giorgio Bolena. Sotto interrogatorio Dereham ammise di aver avuto una relazione prematrimoniale con Caterina, ma anche che non erano mai stati intimi dopo il suo matrimonio, poiché soppiantato nei suoi affetti da Culpeper.
Dereham giurò, anche sotto tortura, che c'era stato solo un pre-contratto di matrimonio tra lui e Caterina. Esso sarebbe stato vincolante esattamente come uno sposalizio, soprattutto se la coppia avesse suggellato l'accordo con rapporti sessuali. Se così fosse stato il matrimonio di Caterina col re sarebbe stato illegale, tuttavia non esistono prove a sostegno di questa affermazione. Una presunta lettera d'amore di Caterina fu poi usata come prova del suo adulterio.
Caterina ammise invece di aver avuto rapporti sessuali in molte occasioni con Dereham, e inoltre, spinta dalla paura, lo incolpò di averle recato violenza (affermazione tuttavia non supportata dalle molte testimonianze degli eventi di Norfolk House, che sottolineavano l'apparente piacere di Caterina per la sua relazione sessuale con Dereham, gran parte della quale condotta pubblicamente). Nuovamente interrogato, Dereham negò qualsiasi rapporto post-matrimoniale, affermando che Culpeper "gli era succeduto negli affetti della regina".

### Esecuzione
Il 1º dicembre 1541 Thomas Culpeper e Francis Dereham furono processati per tradimento, ed entrambi vennero condannati a morte tramite impiccagione, sventramento e squartamento. Tutti e due chiesero ad Enrico VIII di commutare la loro terribile pena in una semplice decapitazione, ma ciò fu concesso solo a Culpeper grazie alle passate simpatie del sovrano per lui.
Entrambe le condanne vennero eseguite il 10 dicembre successivo; di seguito un resoconto delle morti di Culpeper e Dereham:
(Thomas Wriothesley, I conte di Southampton, Chronicle, vol. I, p. 131)
Caterina e lady Rochford furono decapitate alla Torre di Londra il 13 febbraio 1542. La duchessa vedova e suo figlio invece furono rilasciati.